# Видкун Квислинг
Видкун Абрахам Лауриц Јонсон Квислинг (норв. Vidkun Abraham Lauritz Jonssøn Quisling; Фиресдал 18. јул 1887 — Осло 24. октобар 1945) био је норвешки политичар и државник.

## Биографија
Видкун Квислинг рођен је 1887. године у месту Фиресдал. Своју војну каријеру започео је веома рано, са 18 година. Војну ваздухопловну школу је похађао од 1905. до 1908. године и био је најбољи у својој класи. Године 1917. унапређен је у чин капетана. У раздобљу од 1922. до 1925. године суделовао је у хуманитарним мисијама у Совјетском Савезу и Јерменији, а касније је био службеник у норвешкој амбасади у Москви. По повратку у Норвешку ушао је у политику као страствени антикомуниста. Био је министар одбране (1931—1933) у кабинету премијера Аграријана, али је касније утемељио сопствену политичку странку Народни савез. Била је то минорна политичка странка с малим бројем следбеника. Народни савез, као политички сродну странку, помагали су немачки нацисти. Квислинг ће им се одужити при инвазији на Норвешку јер ће његова странка бити пета колона при нападу Немачке на Норвешку.
Почетком Другог светског рата Квислинг је одржао бројне састанке с Хитлером и његовим сарадницима како би их уверио у нужност освајања Норвешке. Када му је то пошло за руком у априлу 1940. Немачка је извршила инвазију на Норвешку, а већ у мају Норвешка је капитулирала. Дана 9. априла 1940. краљевска породица и чланови парламента били су присиљени да напусте главни град Норвешке и повуку се у место Елверум, удаљено 80 км од шведске границе. Квислинг је ту видео своју прилику да се домогне власти, те се већ неколико сати након немачке инвазије прогласио премијером, а Народни савез једином легалном политичком странком.
До 1942. године Немци нису званично признали Квислинга за норвешког премијера све док то не учини норвешки краљ Хокон VII, али како је он то упорно одбијао да учини исте године Немачка је признала Квислингову владу. Заузврат Квислинг се трудио да у норвешко друштво усади нацистичке принципе и праксу, а организовао је и прогоне Јевреја. Поред тога користио је терористичке методе против оних који су исказивали лојалност краљу и легално изабраној влади, а који су након инвазије на Норвешку боравили у Лондону.
По завршетку Другог светског рата Видкун Квислинг ухваћен је и норвешки суд осудио га је на смрт стрељањем. Смртна казна је извршена 24. октобра 1945. године. Квислингово име постало је синоним за издају и сарадњу са непријатељем широм света, не само у Норвешкој. Дериват квислинг примењује се на грађанина који помаже непријатељу да освоји његову земљу.